# Magma Rise
A Magma Rise egy magyar doom metal együttes, amely 2009-ben alakult korábbi, illetve jelenlegi Mood, Wall of Sleep, Stereochrist, és Neck Sprain tagokból.
A zenekar debütáló albuma 2010 március végén jelent meg Lazy Stream of Steel címmel, a Nail Records és a PsycheDOOMelic Records közös gondozásában. 2012 januárjában Janó helyén Füleki Sándor (Wall of Sleep, ex-Mood) gitáros csatlakozott a zenekarhoz. A 2013-ban megjelent The Man In The Maze albumot a HangSúly Zenei Díj éves szavazásán az Év albumának választották a zsűriben részt vevő internetes rockmagazinok szerkesztőségei. 2016 márciusában jelent meg a következő Magma Rise hanganyag a False Flag Operation című EP formájában, majd 2017 novemberében az At the Edge of the Days kislemez. 
Új nagylemezt 2021 márciusában adott ki a zenekar a H-Music gondozásában To Earth to Ashes to Dust címmel. Az album a Mahasz Top 40 lemezeladási listán a 8. helyezést érte el, és ezzel együtt a korábban megjelent Magma Rise-albumok is első ízben a listára kerültek. 2024 áprilisában megjelent a Neither land nor sea c. lemez (H-Music Hungary/Daredevil Records). A lemez a hazai szaksajtóban és a külföldi nagy magazinokban (Rock Hard, Legacy, Deaf forever) is remek kritikákat kapott.
Bánfalvi Sándor 2024 nyarán távozott a zenekarból néhány koncert erejéig Kiss Dániel játszott a zenekarban, majd 2025 januárjától Kludovácz Csaba (ex-Stereochrist) lett a Magma rise dobosa.

## Tagok
Jelenlegi felállás
- Holdampf Gábor (ex-Wall of Sleep, Mood, Leukémia) - ének, basszusgitár (2009 óta)
- Hegyi Kolos (Stereochrist, ex-Mood) - gitár (2009 óta)
- Herczeg László (ex-Sunday Fury, Sedative Bang, Penalty Kick) - gitár (2013 óta)
- Kludovácz Csaba (ex-Stereochrist) - dobok (2025 óta)

Korábbi tagok
- Bánfalvi Sándor (ex-Neck Sprain, Ákos) - dobok (2009-2024)
- Janó Mihály (Neck Sprain, ex-Ektomorf) - gitár (2009–2011)
- Füleki Sándor (Wall of Sleep, ex-Mood, Leukémia) - gitár (2012)
- Kiss Dániel - dobok (2024. november-2025. január)

## Diszkográfia
- Lazy Stream of Steel (album, 2010)
- Five (kislemez, 2011)
- The Man In The Maze (album, 2013)
- False Flag Operation (EP, 2016)
- At the Edge of the Days (EP, 2017)
- To Earth to Ashes to Dust (2021)
- Neither land nor sea (2024)